# Flughafen Ghadames

i7
i11
i13
Der Flughafen Ghadames (englisch Ghadames Airport, IATA-Code: LTD, ICAO-Code: HLTD) ist ein  Flughafen von Ghadames in Libyen.

## Lage
Der Flughafen liegt 20 östlich der Stadt Ghadames.
Das Flughafengelände liegt an der Straße nach Osten.

## Flugplatzmerkmale
Der Tower (TWR) sendet und empfängt auf der Frequenz: 118,1 MHz.
Der Flughafen verfügt über verschiedene Navigationshilfen.
Das ungerichtete Funkfeuer (NDB) sendet auf der Frequenz: 347 kHz mit der Kennung: GDS.
Das Drehfunkfeuer (VOR) sendet auf Frequenz: 115,8 MHz mit der Kennung: GAD.
Ein Distance Measuring Equipment (DME) ist vorhanden.
Die Ortsmissweisung beträgt 0°. (Stand: 2006)

## Zwischenfälle
Laut ASN sind keine Unfälle in der Nähe des Flughafens bekannt.

## Fluggesellschaften und Ziele
Der Flughafen wird von einer Fluggesellschaft angeflogen:
- Libyan Airlines nach Tripolis